# Ghiacciaio Wilma
Il ghiacciaio Wilma è un ghiacciaio situato sulla costa orientale della Terra di Enderby, in Antartide. Il ghiacciaio nasce a est della dorsale Edward, da dove fluisce verso nord-est, scorrendo a fianco del ghiacciaio Robert, fino ad andare ad alimentare la piattaforma glaciale Edoardo VIII, sulla costa di Kemp. Durante il suo percorso, al ghiacciaio Wilma si unisce il flusso del ghiacciaio Downer, subito a ovest di punta Abrupt.

## Storia
Il ghiacciaio Wilma è stato avvistato per la prima volta nel novembre del 1954 durante una spedizione di ricerca antartica australiana comandata da Robert E. Dovers. Dovers, allora ufficiale in capo alla stazione Mawson, stava allora effettuando, insieme a G. Schwartz, una ricognizione in slitta della baia di Edoardo VIII e decise di battezzare il ghiacciaio con il nome di sua moglie: Wilma.